# Paw Paw Lake
Paw Paw Lake es un lugar designado por el censo ubicado en el condado de Berrien en el estado estadounidense de Míchigan. En el Censo de 2010 tenía una población de 3511 habitantes y una densidad poblacional de 0,2 personas por km².

## Geografía
Paw Paw Lake se encuentra ubicado en las coordenadas 42°12′41″N 86°16′32″O / 42.21139, -86.27556. Según la Oficina del Censo de los Estados Unidos, Paw Paw Lake tiene una superficie total de 17544.58 km², de la cual 13252.9 km² corresponden a tierra firme y (24.46%) 4291.59 km² es agua.

## Demografía
Según el censo de 2010, había 3511 personas residiendo en Paw Paw Lake. La densidad de población era de 0,2 hab./km². De los 3511 habitantes, Paw Paw Lake estaba compuesto por el 93.71% blancos, el 1.11% eran afroamericanos, el 0.71% eran amerindios, el 0.66% eran asiáticos, el 0.06% eran isleños del Pacífico, el 1.65% eran de otras razas y el 2.11% pertenecían a dos o más razas. Del total de la población el 4.5% eran hispanos o latinos de cualquier raza.